# Diecezja San Bernardino
Diecezja San Bernardino (łac. Dioecesis Sancti Bernardi, ang. Diocese of San Bernardino) jest diecezją Kościoła rzymskokatolickiego w metropolii Los Angeles w Stanach Zjednoczonych. Swym zasięgiem obejmuje południową część stanu Kalifornia. 

## Historia
Diecezja została kanonicznie erygowana 14 lipca 1978 roku przez papieża Pawła VI. Wyodrębniono ją z diecezji San Diego. Pierwszym ordynariuszem został kapłan diecezji San Diego Phillip Straling (ur. 1933), późniejszy biskup Reno w Nevadzie.

## Ordynariusze
- Phillip Straling (1978–1995)
- Gerald Barnes (1995–2020)
- Alberto Rojas (od 2020)